# 74e cérémonie des Oscars
La 74e cérémonie des Oscars du cinéma s'est déroulée le 24 mars 2002, au Kodak Theatre de Hollywood, et a été animée par l'actrice américaine Whoopi Goldberg.
Lors de cette cérémonie, Denzel Washington devient le second acteur noir à remporter l'Oscar du meilleur acteur tandis que son homologue féminin, Halle Berry, devient la première femme noire à remporter celui de la meilleure actrice.

## Palmarès
Les lauréats sont indiqués ci-dessous en premier de chaque catégorie et en gras.

### Meilleur film
L'oscar n'est décerné qu'aux producteurs.
- Un homme d'exception, produit par Brian Grazer et Ron Howard
  - In the Bedroom, produit par Graham Leader, Ross Katz et Todd Field, réalisé par Todd Field
  - Le Seigneur des anneaux : La Communauté de l'anneau, produit par Peter Jackson, Fran Walsh et Barrie M. Osborne
  - Moulin Rouge, produit par Martin Brown, Baz Luhrmann et Fred Baron, réalisé par Baz Luhrmann
  - Gosford Park, produit par Robert Altman, Bob Balaban and David Levy

### Meilleur réalisateur
- Ron Howard - Un homme d'exception
  - Robert Altman - Gosford Park
  - Peter Jackson - Le Seigneur des anneaux : La Communauté de l'anneau
  - David Lynch - Mulholland Drive
  - Ridley Scott - La Chute du faucon noir

### Meilleur acteur
- Denzel Washington pour le rôle de Alonzo Harris dans Training Day
  - Russell Crowe pour le rôle de John Forbes Nash Jr. dans Un homme d'exception
  - Sean Penn pour le rôle de Sam Dawson dans Sam, je suis Sam
  - Will Smith pour le rôle de Mohamed Ali dans Ali
  - Tom Wilkinson pour le rôle de Matt Fowler dans In the Bedroom

### Meilleure actrice
- Halle Berry pour le rôle de Leticia Musgrove dans À l'ombre de la haine
  - Judi Dench pour le rôle de Iris Murdoch dans Iris
  - Nicole Kidman pour le rôle de Satine dans Moulin Rouge
  - Sissy Spacek pour le rôle de Ruth Fowler dans In the Bedroom
  - Renée Zellweger pour le rôle de Bridget Jones dans Le Journal de Bridget Jones

### Meilleur acteur dans un second rôle
- Jim Broadbent pour le rôle de John Bayley dans Iris
  - Ethan Hawke pour le rôle de Jake Hoyt dansTraining Day
  - Ben Kingsley pour le rôle de Don Logan dans Sexy Beast
  - Ian McKellen pour le rôle de Gandalf dans Le Seigneur des anneaux : La Communauté de l'anneau
  - Jon Voight pour le rôle de Howard Cosell dans Ali

### Meilleure actrice dans un second rôle
- Jennifer Connelly pour le rôle de Alicia Nash dans Un homme d'exception
  - Helen Mirren pour le rôle de la Comtesse Constance de Trentham dans Gosford Park
  - Maggie Smith pour le rôle de Madame Wilson dans Gosford Park
  - Marisa Tomei pour le rôle de Natalie Strout dans In the Bedroom
  - Kate Winslet pour le rôle de Iris Murdoch (jeune) dans Iris

### Meilleur scénario original
- Julian Fellowes - Gosford Park
  - Wes Anderson et Owen Wilson - La Famille Tenenbaum
  - Jean-Pierre Jeunet et Guillaume Laurant - Le Fabuleux Destin d'Amélie Poulain
  - Jonathan Nolan et Christopher Nolan - Memento
  - Milo Addica et Will Rokos - À l'ombre de la haine

### Meilleur scénario adapté
- Akiva Goldsman - Un homme d'exception
  - Daniel Clowes et Terry Zwigoff - Ghost World
  - Rob Festinger et Todd Field - In the Bedroom
  - Fran Walsh, Philippa Boyens et Peter Jackson - Le Seigneur des anneaux : La Communauté de l'anneau
  - Ted Elliott, Terry Rossio, Joe Stillman et Roger S.H. Schulman - Shrek

### Meilleur film en langue étrangère
- No Man's Land, de Danis Tanovic •  Bosnie-Herzégovine
  - Elling de Petter Næss •  Norvège
  - Le Fabuleux Destin d'Amélie Poulain de Jean-Pierre Jeunet •  France
  - Le Fils de la mariée (El hijo de la novia) de Juan José Campanella •  Argentine
  - Lagaan (लगान) d'Ashutosh Gowariker •  Inde

### Meilleure photographie
- Andrew Lesnie - Le Seigneur des anneaux : La Communauté de l'anneau
  - Bruno Delbonnel - Le Fabuleux Destin d'Amélie Poulain
  - Slawomir Idziak - La Chute du faucon noir (Black Hawk Down)
  - Roger Deakins - The Barber
  - Donald M. McAlpine - Moulin Rouge

### Meilleure direction artistique
- Catherine Martin (direction artistique), Brigitte Broch (décors) - Moulin Rouge (Moulin Rouge!)
  - Aline Bonetto (direction artistique), Marie-Laure Valla (décors) - Le Fabuleux Destin d’Amélie Poulain
  - Stephen Altman (direction artistique), Anna Pinnock (décors) - Gosford Park
  - Stuart Craig (direction artistique), Stephenie McMillan (décors) - Harry Potter à l’école des sorciers (Harry Potter and the Philosopher’s Stone)
  - Grant Major (direction artistique), Dan Hennah (décors) - Le Seigneur des anneaux : La Communauté de l’anneau (The Lord of the Rings: The Fellowship of the Ring)

### Meilleur costume
- Catherine Martin - Moulin Rouge
  - Milena Canonero - The Affair of the Necklace
  - Jenny Beavan - Gosford Park
  - Judianna Makovsky - Harry Potter à l'école des sorciers
  - Ngila Dickson et Richard Taylor - Le Seigneur des anneaux : La Communauté de l'anneau

### Meilleur montage
- Pietro Scalia - La Chute du faucon noir
  - John Gilbert - Le Seigneur des anneaux : La Communauté de l'anneau
  - Mike Hill et Dan Hanley - Un homme d'exception
  - Dody Dorn - Memento
  - Jill Bilcock - Moulin Rouge

### Meilleur son
- La Chute du faucon noir (Black Hawk Down) – Michael Minkler, Chris Munro et Myron Nettinga
  - Le Fabuleux Destin d'Amélie Poulain – Vincent Arnardi, Guillaume Leriche et Jean Umansky
  - Moulin Rouge – Anna Behlmer, Andy Nelson, Roger Savage et Guntis Sics
  - Pearl Harbor – Kevin O'Connell, Peter J. Devlin et Greg P. Russell (en)
  - Le Seigneur des anneaux : La Communauté de l'anneau (The Lord of The Rings: The Fellowship of the Ring) – Christopher Boyes, Gethin Creagh, Hammond Peek et Michael Semanick

### Meilleur montage sonore
- Pearl Harbor – George Watters II et Christopher Boyes
  - Monstres et Cie (Monsters, Inc.) – Gary Rydstrom et Michael Silvers

### Meilleurs effets visuels
- Le Seigneur des anneaux : La Communauté de l'anneau (The Lord of The Rings: The Fellowship of the Ring) – Randall William Cook, Jim Rygiel, Mark Stetson (en) et Richard Taylor
  - A.I. Intelligence artificielle (Artificial Intelligence: A.I.) – Scott Farrar, Michael Lantieri (en), Dennis Muren et Stan Winston
  - Pearl Harbor – Eric Brevig, John Frazier, Ed Hirsh et Ben Snow

### Meilleure chanson originale
- Monstres et Cie (Monsters, Inc.) – Randy Newman pour la chanson If I Didn't Have You
  - Kate et Léopold (Kate and Leopold) – Sting pour la chanson Until
  - Pearl Harbor – Diane Warren pour la chanson There You'll Be
  - Le Seigneur des anneaux : La Communauté de l'anneau (The Lord of The Rings: The Fellowship of the Ring) – Enya, Nicky Ryan et Roma Ryan pour la chanson May It Be
  - Vanilla Sky – Paul McCartney pour la chanson Vanilla Sky

### Meilleure musique de film
- Howard Shore pour Le Seigneur des anneaux : La Communauté de l'anneau (The Lord of the Rings: the Fellowship of the Ring) de Peter Jackson
  - John Williams pour A.I. Intelligence artificielle (A.I.: Artificial Intelligence) de Steven Spielberg
  - James Horner pour Un homme d'exception (A Beautiful Mind) de Ron Howard
  - John Williams pour Harry Potter à l'école des sorciers (Harry Potter and the Sorcerer's Stone) de Chris Columbus
  - Randy Newman pour Monstres et Cie (Monsters, Inc) de Peter Docter, David Silverman et Lee Unkrich

### Meilleur film d'animation
- Shrek, d'Andrew Adamson et Vicky Jenson
  - Jimmy Neutron : Un garçon génial, de John A. Davis
  - Monstres et Cie, de Pete Docter

### Meilleur film documentaire
- Un coupable idéal, de Jean-Xavier de Lestrade et Denis Poncet
  - Children Underground, d'Edet Belzberg
  - LaLee's Kin: The Legacy of Cotton, de Deborah Dickson, Susan Frömke et Albert Maysles
  - Promesses, de Carlos Bolado, Justine Shapiro et B.Z. Goldberg
  - War Photographer, de Christian Frei

### Meilleur court métrage (prises de vues réelles)
- Ray McKinnon et Lisa Blount - The Accountant
  - Virgil Widrich - Copy Shop
  - Johannes Kiefer - Gregor's Greastest Invention
  - Slawomir Fabicki et Bogumil Godfrejow - A Man Thing
  - Kalman Apple et Shameela Bakhsh - Speed for Thespians

### Meilleur court métrage (documentaire)
- Thoth, de Sarah Kernochan
  - Artists and Orphans: A True Drama, de Lianne Klapper-McNally
  - Sing!, de Freida Lee Mock

### Meilleur court métrage (animation)
- For the Birds, de Ralph Eggleston
  - Fifty Percent Grey, de Ruairi Robinson et Seamus Byrne
  - Give Up Yer Aul Sins, de Cathal Gaffney et Darragh O'Connell
  - Strange Invaders (en), fr Cordell Barker (en)
  - Stubble Trouble, de Joseph E. Merideth

### Oscar d'honneur
- Robert Redford - Acteur, réalisateur, producteur, créateur du Festival du film de Sundance, pour son inspiration aux cinéastes indépendants et innovateurs.
- Sidney Poitier

### Jean Hersholt Humanitarian Awards
- Arthur Hiller

### Oscars scientifiques et techniques
Ils furent remis le 1er mars 2002 au Beverly Wilshire Hotel. La cérémonie était présentée par Charlize Theron.

#### Gordon E. Sawyer Awards
- Edmund M. Di Giulio

#### John A. Bonner Medal of Commendation
- Ray Feeney

#### Oscars scientifiques et techniques
- 14 faits technologiques furent crédités par un Oscar pour une contribution technique, sous forme d'un certificat.
- 7 faits technologiques reçurent un Oscar scientifique et d'ingénierie, sous forme d'une plaque.
- L'Oscar du mérite scientifique et technique, dont le trophée est une statuette, est allé à
  - Rune Ericson, le créateur du format 16mm
  - L'American Society of Cinematographers, qui édite régulièrement l'American Cinematographer Manual

## Statistiques

### Nominations multiples
- 13 : Le Seigneur des anneaux : La Communauté de l'anneau
- 8 : Un homme d'exception, Moulin Rouge
- 7 : Gosford Park
- 5 : Le Fabuleux Destin d'Amélie Poulain, In the Bedroom
- 4 : La Chute du faucon noir, Monstres et Cie, Pearl Harbor
- 3 : Harry Potter à l’école des sorciers, Iris
- 2 : A.I. Intelligence artificielle, Ali, À l'ombre de la haine, Memento, Shrek,  Training Day

### Récompenses multiples
- 4 / 13 : Le Seigneur des anneaux : La Communauté de l'anneau
- 4 / 8 : Un homme d'exception
- 2 / 8 : Moulin Rouge
- 2 / 4 : La Chute du faucon noir

### Les grands perdants
- 1 / 7 : Gosford Park
- 1 / 4 : Monstres et Cie
- 1 / 4 : Pearl Harbor
- 1 / 3 : Iris
- 1 / 2 : À l'ombre de la haine
- 1 / 2 : Shrek
- 1 / 2 : Training Day
- 0 / 5 : Le Fabuleux Destin d'Amélie Poulain
- 0 / 5 : In the Bedroom
- 0 / 3 : Harry Potter à l’école des sorciers